# XPEL 375 2022
De XPEL 375 2022 was de tweede ronde van de IndyCar Series 2022. De race werd op 20 maart 2022 verreden in Fort Worth, Texas op de Texas Motor Speedway en bestond uit 248 ronden.

## Inschrijvingen
W = eerdere winnaar
R = rookie
| No.   | Coureur               | Team                                    | Motor     |
| ----- | --------------------- | --------------------------------------- | --------- |
| 2     | Josef Newgarden W     | Team Penske                             | Chevrolet |
| 3     | Scott McLaughlin      | Team Penske                             | Chevrolet |
| 4     | Dalton Kellett        | A. J. Foyt Enterprises                  | Chevrolet |
| 5     | Patricio O'Ward W     | Arrow McLaren SP                        | Chevrolet |
| 06    | Hélio Castroneves W   | Meyer Shank Racing                      | Honda     |
| 7     | Felix Rosenqvist      | Arrow McLaren SP                        | Chevrolet |
| 8     | Marcus Ericsson       | Chip Ganassi Racing                     | Honda     |
| 9     | Scott Dixon W         | Chip Ganassi Racing                     | Honda     |
| 10    | Álex Palou            | Chip Ganassi Racing                     | Honda     |
| 11    | J.R. Hildebrand       | A. J. Foyt Enterprises                  | Chevrolet |
| 12    | Will Power W          | Team Penske                             | Chevrolet |
| 14    | Kyle Kirkwood R       | A. J. Foyt Enterprises                  | Chevrolet |
| 15    | Graham Rahal W        | Rahal Letterman Lanigan Racing          | Honda     |
| 18    | David Malukas R       | Dale Coyne Racing with HMD Motorsports  | Honda     |
| 20    | Conor Daly            | Ed Carpenter Racing                     | Chevrolet |
| 21    | Rinus VeeKay          | Ed Carpenter Racing                     | Chevrolet |
| 26    | Colton Herta          | Andretti Autosport with Curb-Agajanian  | Honda     |
| 27    | Alexander Rossi       | Andretti Autosport                      | Honda     |
| 28    | Romain Grosjean       | Andretti Autosport                      | Honda     |
| 29    | Devlin DeFrancesco R  | Andretti Steinbrenner Autosport         | Honda     |
| 30    | Christian Lundgaard R | Rahal Letterman Lanigan Racing          | Honda     |
| 33    | Ed Carpenter W        | Ed Carpenter Racing                     | Chevrolet |
| 45    | Jack Harvey           | Rahal Letterman Lanigan Racing          | Honda     |
| 45    | Santino Ferrucci      | Rahal Letterman Lanigan Racing          | Honda     |
| 48    | Jimmie Johnson        | Chip Ganassi Racing                     | Honda     |
| 51    | Takuma Sato           | Dale Coyne Racing with Rick Ware Racing | Honda     |
| 60    | Simon Pagenaud        | Meyer Shank Racing                      | Honda     |
| 77    | Callum Ilott R        | Juncos Hollinger Racing                 | Chevrolet |
| Bron: |                       |                                         |           |

## Classificatie

### Trainingen

#### Training 1
| Pos.  | No. | Coureur          | Team                                   | Motor     | Tijd       |
| ----- | --- | ---------------- | -------------------------------------- | --------- | ---------- |
| 1     | 60  | Simon Pagenaud   | Meyer Shank Racing                     | Honda     | 00:23.2376 |
| 2     | 7   | Felix Rosenqvist | Arrow McLaren SP                       | Chevrolet | 00:23.2594 |
| 3     | 26  | Colton Herta     | Andretti Autosport with Curb-Agajanian | Honda     | 00:23.2690 |
| Bron: |     |                  |                                        |           |            |

#### Training 2
| Pos.  | No. | Coureur           | Team                | Motor     | Tijd       |
| ----- | --- | ----------------- | ------------------- | --------- | ---------- |
| 1     | 2   | Josef Newgarden W | Team Penske         | Chevrolet | 00:23.2354 |
| 2     | 9   | Scott Dixon W     | Chip Ganassi Racing | Honda     | 00:23.2752 |
| 3     | 7   | Felix Rosenqvist  | Arrow McLaren SP    | Chevrolet | 00:23.2819 |
| Bron: |     |                   |                     |           |            |

### Kwalificatie
| Pos.  | No. | Coureur               | Team                                    | Engine    | Ronde 1 | Ronde 2 | Totale tijd | Grid |
| ----- | --- | --------------------- | --------------------------------------- | --------- | ------- | ------- | ----------- | ---- |
| 1     | 7   | Felix Rosenqvist      | Arrow McLaren SP                        | Chevrolet | 23.4235 | 23.4671 | 00:46.8906  | 1    |
| 2     | 3   | Scott McLaughlin      | Team Penske                             | Chevrolet | 23.4394 | 23.4542 | 00:46.8936  | 2    |
| 3     | 51  | Takuma Sato           | Dale Coyne Racing with Rick Ware Racing | Honda     | 23.4341 | 23.4599 | 00:46.8940  | 3    |
| 4     | 12  | Will Power W          | Team Penske                             | Chevrolet | 23.4545 | 23.4561 | 00:46.9106  | 4    |
| 5     | 9   | Scott Dixon W         | Chip Ganassi Racing                     | Honda     | 23.4470 | 23.4646 | 00:46.9116  | 5    |
| 6     | 06  | Hélio Castroneves W   | Meyer Shank Racing                      | Honda     | 23.4519 | 23.5114 | 00:46.9633  | 6    |
| 7     | 2   | Josef Newgarden W     | Team Penske                             | Chevrolet | 23.4787 | 23.4867 | 00:46.9654  | 7    |
| 8     | 21  | Rinus VeeKay          | Ed Carpenter Racing                     | Chevrolet | 23.4540 | 23.5136 | 00:46.9676  | 8    |
| 9     | 26  | Colton Herta          | Andretti Autosport with Curb-Agajanian  | Honda     | 23.4834 | 23.5152 | 00:46.9986  | 9    |
| 10    | 5   | Patricio O'Ward W     | Arrow McLaren SP                        | Chevrolet | 23.4668 | 23.5367 | 00:47.0035  | 10   |
| 11    | 10  | Álex Palou            | Chip Ganassi Racing                     | Honda     | 23.4997 | 23.5055 | 00:47.0052  | 11   |
| 12    | 27  | Alexander Rossi       | Andretti Autosport                      | Honda     | 23.5141 | 23.5152 | 00:47.0293  | 12   |
| 13    | 28  | Romain Grosjean       | Andretti Autosport                      | Honda     | 23.4923 | 23.5469 | 00:47.0392  | 13   |
| 14    | 8   | Marcus Ericsson       | Chip Ganassi Racing                     | Honda     | 23.5108 | 23.5386 | 00:47.0494  | 14   |
| 15    | 60  | Simon Pagenaud        | Meyer Shank Racing                      | Honda     | 23.5333 | 23.5217 | 00:47.0550  | 15   |
| 16    | 20  | Conor Daly            | Ed Carpenter Racing                     | Chevrolet | 23.5525 | 23.5775 | 00:47.1300  | 16   |
| 17    | 29  | Devlin DeFrancesco R  | Andretti Steinbrenner Autosport         | Honda     | 23.5979 | 23.5534 | 00:47.1513  | 17   |
| 18    | 48  | Jimmie Johnson        | Chip Ganassi Racing                     | Honda     | 23.5630 | 23.5932 | 00:47.1562  | 18   |
| 19    | 18  | David Malukas R       | Dale Coyne Racing with HMD Motorsports  | Honda     | 23.5715 | 23.5849 | 00:47.1564  | 19   |
| 20    | 77  | Callum Ilott R        | Juncos Hollinger Racing                 | Chevrolet | 23.6026 | 23.6402 | 00:47.2428  | 20   |
| 21    | 33  | Ed Carpenter W        | Ed Carpenter Racing                     | Chevrolet | 23.6227 | 23.6739 | 00:47.2966  | 21   |
| 22    | 4   | Dalton Kellett        | A. J. Foyt Enterprises                  | Chevrolet | 23.6415 | 23.6928 | 00:47.3343  | 22   |
| 23    | 14  | Kyle Kirkwood R       | A. J. Foyt Enterprises                  | Chevrolet | 23.6554 | 23.6842 | 00:47.3396  | 23   |
| 24    | 45  | Jack Harvey           | Rahal Letterman Lanigan Racing          | Honda     | 23.6907 | 23.6992 | 00:47.3899  | -    |
| 25    | 30  | Christian Lundgaard R | Rahal Letterman Lanigan Racing          | Honda     | 23.7125 | 23.6978 | 00:47.4103  | 24   |
| 26    | 11  | J.R. Hildebrand       | A. J. Foyt Enterprises                  | Chevrolet | 23.6994 | 23.7332 | 00:47.4326  | 25   |
| 27    | 15  | Graham Rahal W        | Rahal Letterman Lanigan Racing          | Honda     | 23.7538 | 23.7165 | 00:47.4703  | 26   |
| Bron: |     |                       |                                         |           |         |         |             |      |

### Race
De race begon om 12:30 ET op 27 februari 2022.
| Pos.                                                                      | No. | Coureur               | Team                                    | Motor     | Rondes | Tijd          | Pit stops | Grid | Geleide rondes | Pts. |
| ------------------------------------------------------------------------- | --- | --------------------- | --------------------------------------- | --------- | ------ | ------------- | --------- | ---- | -------------- | ---- |
| 1                                                                         | 2   | Josef Newgarden W     | Team Penske                             | Chevrolet | 248    | 02:09:29.7270 | 3         | 7    | 3              | 51   |
| 2                                                                         | 3   | Scott McLaughlin      | Team Penske                             | Chevrolet | 248    | +0.0669       | 3         | 2    | 186            | 43   |
| 3                                                                         | 8   | Marcus Ericsson       | Chip Ganassi Racing                     | Honda     | 248    | +1.3537       | 3         | 14   | 10             | 36   |
| 4                                                                         | 12  | Will Power W          | Team Penske                             | Chevrolet | 248    | +15.2230      | 3         | 4    | 20             | 33   |
| 5                                                                         | 9   | Scott Dixon W         | Chip Ganassi Racing                     | Honda     | 248    | +15.6736      | 3         | 5    |                | 30   |
| 6                                                                         | 48  | Jimmie Johnson        | Chip Ganassi Racing                     | Honda     | 248    | +18.0939      | 3         | 18   |                | 28   |
| 7                                                                         | 10  | Álex Palou            | Chip Ganassi Racing                     | Honda     | 248    | +19.1937      | 3         | 11   |                | 26   |
| 8                                                                         | 60  | Simon Pagenaud        | Meyer Shank Racing                      | Honda     | 248    | +22.4649      | 3         | 15   |                | 24   |
| 9                                                                         | 45  | Santino Ferrucci      | Rahal Letterman Lanigan Racing          | Honda     | 248    | +24.4149      | 4         | 27   |                | 22   |
| 10                                                                        | 21  | Rinus VeeKay          | Ed Carpenter Racing                     | Chevrolet | 248    | +25.4840      | 3         | 8    | 5              | 21   |
| 11                                                                        | 18  | David Malukas R       | Dale Coyne Racing with HMD Motorsports  | Honda     | 248    | +26.0503      | 5         | 19   | 3              | 20   |
| 12                                                                        | 26  | Colton Herta          | Andretti Autosport with Curb-Agajanian  | Honda     | 247    | +1 rondes     | 3         | 9    |                | 18   |
| 13                                                                        | 33  | Ed Carpenter W        | Ed Carpenter Racing                     | Chevrolet | 247    | +1 rondes     | 4         | 21   | 4              | 18   |
| 14                                                                        | 11  | J.R. Hildebrand       | A. J. Foyt Enterprises                  | Chevrolet | 247    | +1 rondes     | 4         | 25   | 1              | 17   |
| 15                                                                        | 5   | Patricio O'Ward W     | Arrow McLaren SP                        | Chevrolet | 247    | +1 rondes     | 4         | 10   |                | 15   |
| 16                                                                        | 77  | Callum Ilott R        | Juncos Hollinger Racing                 | Chevrolet | 247    | +1 rondes     | 6         | 20   | 5              | 15   |
| 17                                                                        | 4   | Dalton Kellett        | A. J. Foyt Enterprises                  | Chevrolet | 246    | +2 rondes     | 7         | 22   |                | 13   |
| 18                                                                        | 20  | Conor Daly            | Ed Carpenter Racing                     | Chevrolet | 245    | +3 rondes     | 7         | 16   |                | 12   |
| 19                                                                        | 30  | Christian Lundgaard R | Rahal Letterman Lanigan Racing          | Honda     | 233    | Contact       | 5         | 24   |                | 11   |
| 20                                                                        | 51  | Takuma Sato           | Dale Coyne Racing with Rick Ware Racing | Honda     | 140    | Contact       | 4         | 3    | 5              | 11   |
| 21                                                                        | 7   | Felix Rosenqvist      | Arrow McLaren SP                        | Chevrolet | 138    | Mechanisch    | 2         | 1    |                | 10   |
| 22                                                                        | 15  | Graham Rahal W        | Rahal Letterman Lanigan Racing          | Honda     | 128    | Contact       | 3         | 26   |                | 8    |
| 23                                                                        | 06  | Hélio Castroneves W   | Meyer Shank Racing                      | Honda     | 128    | Contact       | 2         | 6    | 1              | 8    |
| 24                                                                        | 29  | Devlin DeFrancesco R  | Andretti Steinbrenner Autosport         | Honda     | 128    | Contact       | 2         | 17   |                | 6    |
| 25                                                                        | 14  | Kyle Kirkwood R       | A. J. Foyt Enterprises                  | Chevrolet | 113    | Contact       | 3         | 23   | 5              | 6    |
| 26                                                                        | 28  | Romain Grosjean       | Andretti Autosport                      | Honda     | 103    | Mechanisch    | 1         | 13   |                | 5    |
| 27                                                                        | 27  | Alexander Rossi       | Andretti Autosport                      | Honda     | 11     | Mechanisch    |           | 12   |                | 5    |
| Snelste ronde: Patricio O'Ward (Arrow McLaren SP) – 00:23.4930 (ronde 63) |     |                       |                                         |           |        |               |           |      |                |      |
| Bron:                                                                     |     |                       |                                         |           |        |               |           |      |                |      |

## Tussenstanden kampioenschap
| Pos. | Coureur          | Punten |
| ---- | ---------------- | ------ |
| 1.   | Scott McLaughlin | 97     |
| 2.   | Will Power       | 69     |
| 3.   | Álex Palou       | 67     |
| 4.   | Josef Newgarden  | 65     |
| 5.   | Marcus Ericsson  | 58     |

| Pos. | Team      | Punten |
| 1.   | Chevrolet | 187    |
| 2.   | Honda     | 137    |